# Maroochy Barambah
Maroochy Barambah es una artista mezzo-soprano originaria australiana. Nació como Yvette Isaacs en los 1950, en Cherbourg, Queensland. Pertenece a la nación turrbal-gubbi y en su niñez, fue sometida, y secuestrada de su familia por el Estado australiano, junto a misioneros cristianos.
 Resiliente, se considera una beneficiaria de su remoción cultural. Como un tributo a su etnia originaria, tomó los nombres Maroochy (que significa "Cisne negro") y Barambah (que significa "Fuente del viento del poniente").
Maroochy saltó a la fama, por su papel en la producción 1989 del Sídney Metropolitan Opera de Black River, por Julianne Schultz y Andrew Schultz, una ópera sobre muertes de negros bajo custodia, y más tarde protagonizó la filme adaptación de 1993 galardonada con el Gran Premio, del Opera Screen at Opera Bastille, París. También ha aparecido en el musical originario Bran Nue Dae, la serie de 1981 de televisión Women of the Sun y en la ópera Beach Dreaming (escrita para y sobre ella por Mark Isaacs).
Ella ha lanzado dos sencillos, uno de los cuales, Aborigine Archivado el 11 de septiembre de 2016 en Wayback Machine., alcanzando el top 10 en los EE. UU. Billboard Dance chart.
Participó de la Gran Final de fútbol 1993 AFL, cantando Waltzing Matilda y Advance Australia Fair. Con su traducción de Advance Australia Fair al idioma turrubul, la lengua nativa de los originarios de la región de Brisbane, la cantó así en el match indígena de la Liga de Rugby All Stars de 2013 en el Estadio Suncorp, Brisbane, el 9 de febrero de 2013.
El 15 de noviembre de 2014, Maroochy apareció en la ceremonia de bienvenida al país en la apertura formal de la Cumbre del G-20 de Brisbane, Australia, actuando delante de líderes nacionales y dignatarios internacionales.
- Aborigine Archivado el 11 de septiembre de 2016 en Wayback Machine. (1996) single - Daki Budtcha Records

## Obra

### Discografía (selección)
- Mongungi Archivado el 11 de septiembre de 2016 en Wayback Machine. (1994) single - Daki Budtcha Records
- Once upon a dreamtime Archivado el 11 de septiembre de 2016 en Wayback Machine. (1997) - Daki Budtcha Records

## Aparece en
- Black River (1997) soundtrack - Filmes MusicArtsDance